# 毛馬内政次
毛馬内 政次（けまない まさつぐ）は、戦国時代から江戸時代前期にかけての武士。通称は権之助。出羽国鹿角郡の毛馬内古館主。南部信直の従弟。

## 略歴
毛馬内秀範の子。弟に直次。室は七戸直時娘。
慶長13年（1608年）に居城を柏崎館に移転。弟・直次と共に信直・利直に仕えた。
その後政次の家系は孫の代に断絶し、弟の直次の家系が盛岡藩士として家名を伝えた。